# Petrogale sharmani
Petrogale sharmani е вид бозайник от семейство Кенгурови (Macropodidae). Видът е почти застрашен от изчезване.

## Разпространение
Разпространен е в Австралия (Куинсланд).